# گوستاو فون شمولر
گوستاو فریدریش (بعد از ۱۹۰۸: فون) شمولر (Gustav Friedrich Schmoller)‏ (۲۴ ژوئن ۱۸۳۸ – ۲۷ ژوئن ۱۹۱۷) رهبر مکتب «جوان» تاریخی اقتصاد آلمان بود.
او یک سیاست‌مدار پیشتاز سوسیال Sozialpolitiker (به‌صورت شوخی، Kathedersozialist، «سوسیالیست کرسی پرست») بود که Verein für Socialpolitik، اتحادیه اقتصادی آلمان، را اساس‌گذاری کرده و به مدت طولانی مسئول آن بود، این اتحادیه امروز هم موجود است.
لقب «Kathedersozialist» از سوی دشمنان به شمولر و سایر اعضای Verein داده شده بود. شمولر برچسپ «سوسیالیست» را رد می‌کرد و در عوض امتداد اندیشه‌اش را به لیبرالیزم ضد دینی ارائه شده توسط Jérôme-Adolphe Blanqui, Jean Charles Léonard de Sismondi، جان استوارت میل، Johann یوهان هاینریش فن تونن، Bruno Hildebrand, Thomas Edward Cliffe Leslie, Lorenz von Stein و Émile de Laveleye می‌دانست. هدف او آشتی دادن سلطنت پروسی و بوروکراسی «با نظریه دولت لیبرال با ضمیمه بهترین عناصر دولت پارلمانی» بود تا اصلاحات اجتماعی را به بار بی‌آورد.

## زندگی
شمولر در هیلبورن متولد شد. پدر او خدمت‌کار دولتی Württemberg بود. شمولر جوان Kameralwissenschaft [آلمانی] (ترکیب اقتصاد، حقوق، تاریخ و اداره عامه) را در دانشگاه Tübingen خواند (از سال ۱۸۵۷ – ۶۱ میلادی). در سال ۱۸۶۱ میلادی، او در Württemberg Statistical Department [آلمانی] مصروف به کار شد. وی در جریان حرفه آکادمیک‌اش به عنوان پروفسور دانشگاه‌های هال (سال ۱۸۶۴ – ۷۲ میلادی)، استراتسبورگ (سال‌های ۱۸۷۲ – ۸۲ میلادی) و برلین (سال‌های ۱۸۸۲ – ۱۹۱۳ میلادی) ایفای وظیفه کرد. بعد از سال ۱۸۹۹ میلادی، او در مجلس اعیان پروس از دانشگاه برلین نمایندگی کرد.
تأثیر شمولر بر اصلاحات سیاست آکادمیک، اقتصادی، اجتماعی و مالی و اقتصاد به عنوان یک رشته علمی در زمان‌های میان ۱۸۷۵ و ۱۹۱۰‏ میلادی را به مشکل می‌توان نادیده گرفت. او یک حامی آشکار ادعای قدرت دریایی آلمان و گسترش امپراطوری آلمان در بیرون از مرزها بود.

## کار
شمولر به عنوان یک رهبر صریح مکتب تاریخی «جوان»، با آنچه او روی‌کرد بدیهی-قیاسی اقتصاد کلاسیک می‌دانست و بعداً با مکتب اتریشی مخالفت کرد – در حقیقت، شمولر در بررسی نامطلوب کتاب سال ۱۸۸۳ تحقیقات مبنی بر متودهای علوم اجتماعی با ارجاع ویژه به اقتصاد (Untersuchungen über die Methode der Socialwissenschaften und der politischen Oekonomie insbesondere) نوشته کارل منگر که به متودهای مکتب تاریخی حمله می‌کند، این اصطلاح را برای پیشنهاد محله‌گرایی ابداع کرد. این امر منجر به مناقشه‌ای شد که به Methodenstreit معروف است. روی‌کرد اساساً استقرائی شمولر که نیازمند مطالعه دقیق، مقایسه در زمان و مکان عمل‌کرد و پدیده‌های اقتصادی به‌طور کلی است، تمرکز او بر تکامل پروسه‌ها و سازمان‌های اقتصادی و اصرار او بر ویژه بودن فرهنگ اقتصادی و مرکزیت ارزش‌ها در شکل‌دهی تبادله‌های اقتصادی، در تضاد کامل با برخی از اقتصاددانان کلاسیک و نیوکلاسیک قرار داشت، بنابراین او و مکتبش در دهه ۱۹۳۰ از جریان اصلی اقتصاد خارج شده و در آلمان با مکتب فریدبورگ تعویض شدند.
با این حال، این‌که شغل قبلی شمولر در دوران زندگی‌اش با متود اقتصادی نه بلکه با سیاست اقتصادی و اجتماعی بوده تا به چالش‌های ایجاد شده توسط صنعتی سازی و شهری سازی سریع رسیدگی کند، اغماض شده‌است. این یعنی، شمولر قبل از هر چیزی یک اصلاح‌گر اجتماعی بوده‌است. بنابراین، تأثیر شمولر در تمام اروپا تا جنبش پیشروانه ایالات متحده و تا اصلاح‌گران اجتماعی در مایجی ژاپن، گسترش یافت. بازرترین شاگردان و پیروان غیر آلمانی او عبارتند از: William J. Ashley, W.E.B. Du Bois, Richard T. Ely, Noburu Kanai, Albion W. Small و E.R.A. Seligman.
از دهه ۱۹۸۰، فعالیت‌های شمولر مجدداً ارزیابی شده و با برخی از شاخه‌های اقتصاد ضد دینی و همچنین اقتصاد توسعه، اقتصاد رفتاری، اقتصاد تکاملی و اقتصاد نیوسازمانی مرتبط دانسته شده‌است. او تأثیرات زیادی در رشته فرعی تاریخ اقتصاد و رشته جامعه‌شناسی داشته‌است.

## ارجاعات
1. ↑  Bonn, M.J. (1938). "Gustav Schmoller und die Volkswirtschaftslehre". The Economic Journal. 48 (192): 713–714. doi:10.2307/2225060. JSTOR 2225060.
2. ↑  Grimmer-Solem, Erik (2003). The Rise of Historical Economics and Social Reform in Germany, 1864-1894. Clarendon Press. pp. 197–198.
3. ↑  Nau, Heino Heinrich (2000). "Gustav Schmoller's Historico-Ethical Political Economy: ethics, politics and economics in the younger German Historical School, 1860-1917". European Journal of the History of Economic Thought. 7 (4): 523. doi:10.1080/09672560050210098. S2CID 154920944.
4. ↑  Chisholm, Hugh, ed. (1911). "Schmoller, Gustav" . Encyclopædia Britannica (به انگلیسی) (11th ed.). Cambridge University Press.
5. ↑  Encyclopedia of Law and Society: American and Global Perspectives, 3rd ed. , "Schmoller, Gustav von."
6. ↑  Powers, Charles H. (1995). "Review". American Journal of Economics and Sociology. 54 (3): 287–288. doi:10.1111/j.1536-7150.1995.tb03427.x. JSTOR 3487093.
7. ↑  Grimmer-Solem, Erik (2003) The Rise of Historical Economics and Social Reform in Germany, 1864–1894 (Oxford: Oxford University Press.